# Taira yangi
Espèce
Taira yangi est une espèce d'araignées aranéomorphes de la famille des Amaurobiidae.

## Distribution
Cette espèce est endémique du Yunnan en Chine,. Elle se rencontre vers Dali.

## Description
Le mâle holotype mesure 8,09 mm et la femelle paratype 10,65 mm.

## Étymologie
Cette espèce est nommée en l'honneur de Zi-zhong Yang.

## Publication originale
- Zhao, Wang, Irfan & Zhang, 2021 : « Further revision of the mesh-web spider genus Taira Lehtinen, 1967 (Amaurobiidae), with the description of six new species. » Zootaxa, no 5020(3), p. 457-488.